# تئولین (استان پودلاسکی)
تولین (به لهستانی:  Teolin) یک روستا در لهستان است که در گمینا یانوو (استان پودلاسکی) واقع شده‌است. تولین ۱۹۰ نفر جمعیت دارد.